# ダイヤモンドウェッディング
ダイヤモンドウェッディング (Diamond Wedding) とは大正時代の日本を代表する種牡馬である。バンザイ（帝室御賞典、連合二哩）、ダークメード（帝室御賞典、連合二哩）、マツカゼ（帝室御賞典、連合二哩）、ラレード（帝室御賞典、濠抽混合）、レッドウヰング（帝室御賞典）など11頭の帝室御賞典優勝馬の父となったほか、多くの活躍馬の母系の祖先に現在も名を残している。

## 血統背景
ジュライカップに勝ったBest Manの半弟。

## 略歴
1909年に、当時内地で唯一の国立牧場である奥羽種畜牧場（青森県七戸）のサラブレッド種馬として導入された。当時の国内では、種としてのサラブレッドの概念も確立されていなかったし、数の上でもサラブレッド種は少数であったため、サラブレッドのみならずさまざまな品種のウマと配合された。このため、現代の基準では「サラブレッド」には当たらないもののなかにも多くの活躍競走馬・繁殖馬をだした。
初年度産駒のベストマンが帝室御賞典で2着となったが、本格的な活躍馬は1915年生まれのレッドウヰングで、横浜競馬場の日本レース・倶楽部理事長のステーツ・アイザックスの持ち馬として帝室御賞典に優勝し、関西にも遠征してレコード勝ちするなど、18勝した。引退後も母としてアトランタを産み、母娘二代の帝室御賞典勝馬となった。子孫にはイシノアラシ（有馬記念）、ミスリラ（桜花賞）、ヤマニンダイヤ（最優秀障害馬）がいる。
1917年生まれのダークメードは江戸時代にフランスから幕府に寄贈された高砂を母系祖先とする名門血統で、帝室御賞典と連合二哩という当時の二大レースを制した。
その後、バンザイとラレードの2頭が同じ父をもつライバル同志として登場し、両者合わせて24勝し、それぞれ帝室御賞典と連合二哩を制した。このうちとくにバンザイは大正時代の名馬としてさまざまな文献に名を残している。ラレードは種牡馬となり、重賞勝馬の父となった。両者が全盛期を迎えた1925年にはラレード、ゴールドウヰング、マツカゼの3頭が帝室御賞典を勝ち（バンザイはすでに前年に勝っているため出走権がない）、この時期ダイヤモンドウェッディングは日本の種牡馬ランキングで2位となった。1929年4月29日に腰痿のために死んだ。

## その後の影響
サラブレッド競走馬としての直系子孫は、ラレードとゴールドウヰングをのぞきほぼ活躍馬を出せなかった。しかし、牝馬の父としては常夏がナスノの母となったほか、レッドウヰングをはじめ、種義、ウェッディングサーフ、慶歌らがその後多くの重賞勝馬の祖先となった。

## おもな産駒
- バンザイ - 帝室御賞典、優勝内国産馬連合競走
- コウエイ - 帝室御賞典
- レッドウヰング - 帝室御賞典
- ゴールドウヰング - 帝室御賞典
- ラレド - 帝室御賞典、各内国抽籤濠州産馬混合競走
- マツカゼ - 帝室御賞典、各内国産馬連合競走
- ヤングナカヤマ - 帝室御賞典
- ダークメード - 帝室御賞典、優勝内国産馬連合競走
- ハツタマ - 帝室御賞典
- チハヤ - 帝室御賞典
- アサヒ - 帝室御賞典
- 種義 - アストラル（帝室御賞典）の母
- 常夏 - ナスノ（帝室御賞典）の母
- 種家 - ケンシュン（帝室御賞典）の母
- 第一レピダ - 礼全（帝室御賞典）の母
- 慶歌 - テスコガビー（最優秀4歳牝馬）の祖
- ウェッディングサーフ - アカネテンリュウ（最優秀4歳牡馬）の祖
- チェロキー - ヤマノオー（皐月賞）の祖

## 血統表
| ダイヤモンドウェッディングの血統（セントサイモン系 / Newminster 5×4=9.38%） | ダイヤモンドウェッディングの血統（セントサイモン系 / Newminster 5×4=9.38%） | ダイヤモンドウェッディングの血統（セントサイモン系 / Newminster 5×4=9.38%） | （血統表の出典）  | （血統表の出典） |
| 父 Diamond Jubilee 1897 黒鹿毛                                              | 父の父St.Simon 1881 黒鹿毛                                                  | Galopin                                                                     | Vedette           | Vedette          |
| 父 Diamond Jubilee 1897 黒鹿毛                                              | 父の父St.Simon 1881 黒鹿毛                                                  | Galopin                                                                     | Flying Duchess    |                  |
| 父 Diamond Jubilee 1897 黒鹿毛                                              | 父の父St.Simon 1881 黒鹿毛                                                  | St.Angela                                                                   | King Tom          | King Tom         |
| 父 Diamond Jubilee 1897 黒鹿毛                                              | 父の父St.Simon 1881 黒鹿毛                                                  | St.Angela                                                                   | Adeline           |                  |
| 父 Diamond Jubilee 1897 黒鹿毛                                              | 父の母Perdita II 1881 鹿毛                                                  | Hampton                                                                     | Lord Clifden      | Lord Clifden     |
| 父 Diamond Jubilee 1897 黒鹿毛                                              | 父の母Perdita II 1881 鹿毛                                                  | Hampton                                                                     | Lady Langden      |                  |
| 父 Diamond Jubilee 1897 黒鹿毛                                              | 父の母Perdita II 1881 鹿毛                                                  | Hermione                                                                    | Young Melbourne   | Young Melbourne  |
| 父 Diamond Jubilee 1897 黒鹿毛                                              | 父の母Perdita II 1881 鹿毛                                                  | Hermione                                                                    | La Belle Helene   |                  |
| 母 Wedlock 1884 栗毛                                                        | 母の父Wenlock 1869 鹿毛                                                     | Lord Clifden                                                                | Newminster        | Newminster       |
| 母 Wedlock 1884 栗毛                                                        | 母の父Wenlock 1869 鹿毛                                                     | Lord Clifden                                                                | The Slave         |                  |
| 母 Wedlock 1884 栗毛                                                        | 母の父Wenlock 1869 鹿毛                                                     | Mineral                                                                     | Rataplan          | Rataplan         |
| 母 Wedlock 1884 栗毛                                                        | 母の父Wenlock 1869 鹿毛                                                     | Mineral                                                                     | Manganese         |                  |
| 母 Wedlock 1884 栗毛                                                        | 母の母Cybele 1871                                                           | Marsyas                                                                     | Orlando           | Orlando          |
| 母 Wedlock 1884 栗毛                                                        | 母の母Cybele 1871                                                           | Marsyas                                                                     | Malibran          |                  |
| 母 Wedlock 1884 栗毛                                                        | 母の母Cybele 1871                                                           | Maid of Palmyra                                                             | Pyrrhus           | Pyrrhus          |
| 母 Wedlock 1884 栗毛                                                        | 母の母Cybele 1871                                                           | Maid of Palmyra                                                             | Palmyra F-No.12-c |                  |

## 備考
1. ↑  現代のサラブレッドの定義はジェネラルスタッドブックによってなされているが、この定義自体は1901年に初めて示されたのち、1909年に重要な変更がなされたばかりである。その後もしばしば修正されており、2009年現在の定義は1969年の修正によるものである。一方、日本において公式に血統登録が開始されたのは1925年のことである。
2. ↑  馬匹血統登録書 第5巻 P159